# Hemidiadema
Hemidiadema is een geslacht van uitgestorven zee-egels uit de familie Glyphocyphidae.

## Soorten
- Hemidiadema intermedium (Cotteau, 1864) †
- Hemidiadema mortenseni Maccagno, 1947 †
- Hemidiadema neocomiense (Cotteau, 1869) †
- Hemidiadema rugosum L. Agassiz, 1846 †